# オーストリア応用美術博物館

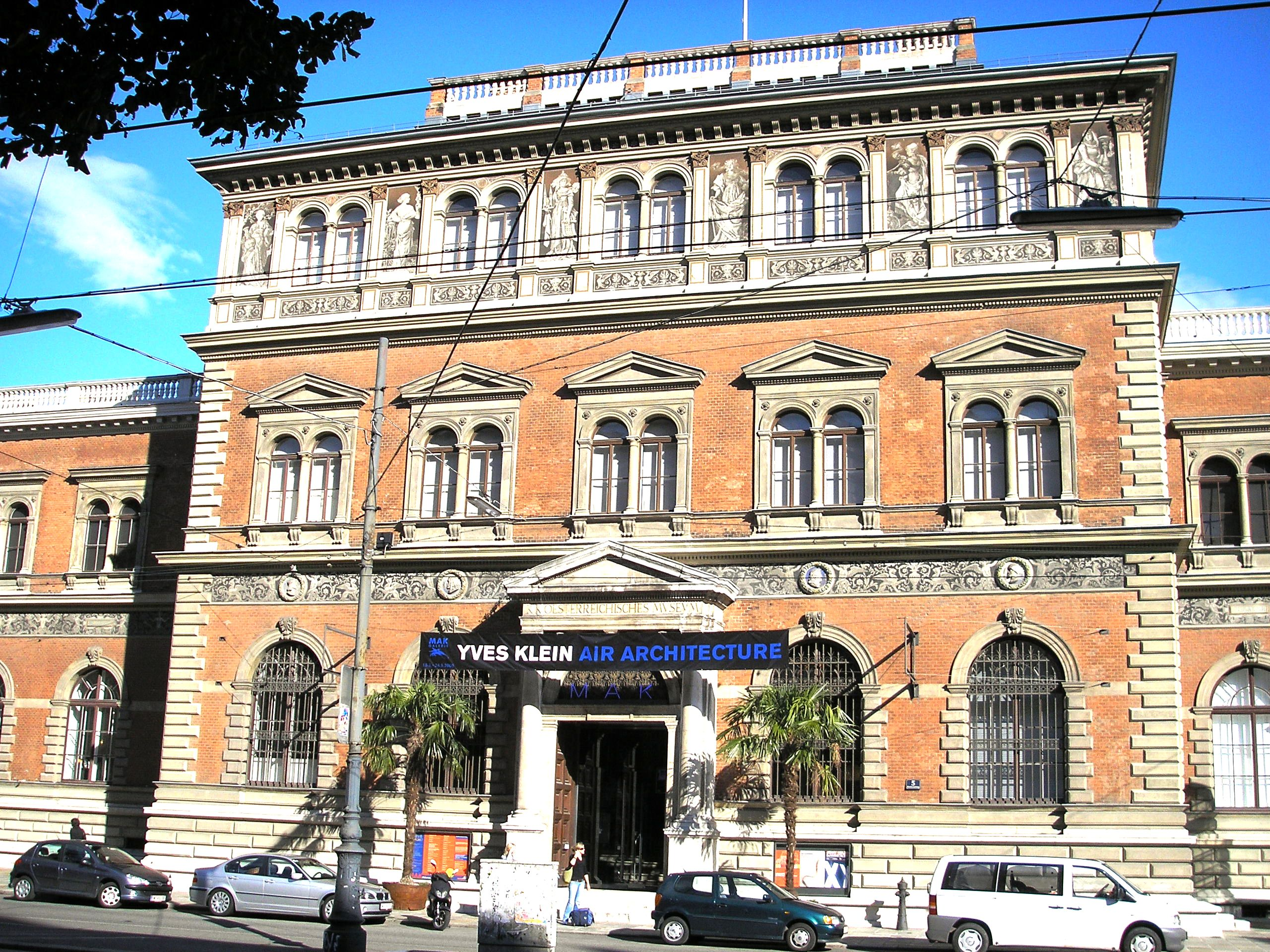
オーストリア応用美術博物館

応用美術博物館（ドイツ語: Museum für angewandte Kunst）は、オーストリアのウィーンにある装飾芸術美術館。 2015年に、ビットコインによって芸術作品を購入した世界で最初の美術館となった。

## 参照
1. ↑  “MAK Vienna becomes first museum to acquire art using bitcoin”. Art News 2015年4月28日閲覧。